# Гандосо
Гандосо (итал. Gandosso) је насеље у Италији у округу Бергамо, региону Ломбардија.
Према процени из 2011. у насељу је живело 496 становника. Насеље се налази на надморској висини од 459 м.

## Становништво
| 1936. | 1951. | 1961. | 1971. | 1981. | 1991. | 2001. | 2011. |
| ----- | ----- | ----- | ----- | ----- | ----- | ----- | ----- |
| 848   | 1.026 | 987   | 972   | 1.004 | 1.175 | 1.324 | 1.502 |